# Merycodus
Merycodus es un género extinto de mamífero antilocáprido del orden Artiodactyla que vivió en América del Norte hace 15 a 19 millones de años.

## Descripción
Es un rumiante ungulado, con características mezcla de ciervo y antílope, y con astas de dos a tres puntas. Sus molares, especialmente el m3, presentan hipsodoncia, que es un mayor desarrollo de la corona y esmalte más duro lo que le otorga al animal una mayor capacidad para deshacer las duras fibras de las plantas, y reducir el desgaste de sus dientes por la abrasión de este tipo de alimentación. Las pezuñas laterales se encuentran muy reducidas, con rudimentos distales de falanges, no quedando trazas de metapodiales.

## Especies
- Merycodus agilis
- Merycodus crucensis
- Merycodus hookwayi
- Merycodus joraki
- Merycodus major
- Merycodus necatus
- Merycodus prodromus
- Merycodus sabulonis
- Merycodus tehuanus
- Merycodus warreni